# Perdasdefogu
Perdasdefogu ist eine italienische Gemeinde im Bergland des Salto di Quirra auf Sardinien mit 1717 Einwohnern (Stand 31. Dezember 2023). Die Gemeinde gehört zur Region Gerrei in der Provinz Ogliastra. Die Fläche beträgt ca. 78 km². Perdasdefogu liegt 600 m über dem Meeresspiegel.
Eines der landschaftlichen Schmuckstücke Sardiniens ist der nahe gelegene Naturpark Foresta di Montarbu, in dem man schroffe Felswände und quellenreiche, dichte Steineichenwälder findet. Von kultureller Bedeutung sind die archäologischen Monumente der Umgebung – zwei Nuraghen und einige heilige Brunnen sowie eine präromanische Kirche aus dem Jahre 850, die dem heiligen Sebastian gewidmet ist.
Der sardische Name Perdas de fogu (ital. pietre di fuoco) bedeutet in etwa Feuerstein oder brennend heißer Stein.
Die Einwohner nennen sich foghesi oder foghesini. Im Februar 2022 waren 10 der 1765 Einwohner über 100 Jahre alt. In keiner anderen Gemeinde der Welt lebten prozentual mehr Zentenare. Die Gemeinde wurde deshalb 2022 ins Guinness-Buch der Rekorde eingetragen.
Der Süden des Ortes besteht aus einer Kasernenanlage, in der sich die Kommandantur des Truppenübungsplatzes Salto di Quirra befindet. Dazu gehört auch der Raketenstartplatz Capo San Lorenzo an der Küste. Rund zwei Kilometer östlich von Perdasdefogu liegt ein kleiner Flugplatz.
|  |  |